# Mihai Tänzer
Mihai Tänzer, noto in Ungheria come Mihály Táncos (Timișoara, 7 febbraio 1905 – Cluj-Napoca, 22 settembre 1993), è stato un calciatore rumeno naturalizzato ungherese, di ruolo attaccante.

## Carriera
Iniziò a giocare in massima serie nel Chinezul Timişoara, squadra che in quegli anni dominava letteralmente il campionato rumeno. Dal 1921-1922 vinse tutti e 6 i campionati nazionali a cui prese parte. Tänzer cominciò a giocare anche in Nazionale a partire dal 1923, e con essa prese parte ai Giochi Olimpici nel 1924 venendo eliminato dall'Olanda con un 6-0 negli ottavi di finale. Nel 1929 si trasferì in Ungheria per giocare nel Ferencvaros, con cui vinse 3 volte il campionato (1931–32, 1933–34, 1937–38), 2 volte la Coppa nazionale (1933, 1935) ed 1 volta la Coppa Mitropa (1937). Dopo un decennio fece ritorno in Romania e lì chiuse la carriera come allenatore-giocatore del Ripensia Timişoara.

## Statistiche

### Cronologia presenze e reti in Nazionale
| Cronologia completa delle presenze e delle reti in nazionale ― Romania | Cronologia completa delle presenze e delle reti in nazionale ― Romania | Cronologia completa delle presenze e delle reti in nazionale ― Romania | Cronologia completa delle presenze e delle reti in nazionale ― Romania | Cronologia completa delle presenze e delle reti in nazionale ― Romania | Cronologia completa delle presenze e delle reti in nazionale ― Romania | Cronologia completa delle presenze e delle reti in nazionale ― Romania | Cronologia completa delle presenze e delle reti in nazionale ― Romania |
| Data                                                                   | Città                                                                  | In casa                                                                | Risultato                                                              | Ospiti                                                                 | Competizione                                                           | Reti                                                                   | Note                                                                   |
| ---------------------------------------------------------------------- | ---------------------------------------------------------------------- | ---------------------------------------------------------------------- | ---------------------------------------------------------------------- | ---------------------------------------------------------------------- | ---------------------------------------------------------------------- | ---------------------------------------------------------------------- | ---------------------------------------------------------------------- |
| 02/09/1923                                                             | Leopoli                                                                | Polonia                                                                | 1 – 1                                                                  | Romania                                                                | Amichevole                                                             | -                                                                      |                                                                        |
| 27/05/1924                                                             | Colombes                                                               | Paesi Bassi                                                            | 6 – 0                                                                  | Romania                                                                | Olimpiadi 1924 - Ottavi                                                | -                                                                      |                                                                        |
| 31/08/1924                                                             | Praga                                                                  | Cecoslovacchia                                                         | 4 – 1                                                                  | Romania                                                                | Amichevole                                                             | -                                                                      |                                                                        |
| 31/05/1925                                                             | Sofia                                                                  | Bulgaria                                                               | 2 – 4                                                                  | Romania                                                                | Amichevole                                                             | -                                                                      |                                                                        |
| 07/05/1926                                                             | Istanbul                                                               | Turchia                                                                | 1 – 3                                                                  | Romania                                                                | Amichevole                                                             | -                                                                      |                                                                        |
| 03/10/1926                                                             | Zagabria                                                               | Jugoslavia                                                             | 1 – 3                                                                  | Romania                                                                | Amichevole                                                             | -                                                                      |                                                                        |
| 10/05/1927                                                             | Bucarest                                                               | Romania                                                                | 0 – 3                                                                  | Jugoslavia                                                             | Amichevole                                                             | -                                                                      |                                                                        |
| 19/06/1927                                                             | Bucarest                                                               | Romania                                                                | 3 – 3                                                                  | Polonia                                                                | Amichevole                                                             | 1                                                                      |                                                                        |
| 15/04/1928                                                             | Arad                                                                   | Romania                                                                | 4 – 2                                                                  | Turchia                                                                | Amichevole                                                             | -                                                                      |                                                                        |
| 10/05/1929                                                             | Bucarest                                                               | Romania                                                                | 2 – 3                                                                  | Jugoslavia                                                             | Amichevole                                                             | -                                                                      |                                                                        |
| Totale                                                                 |                                                                        | Presenze                                                               | 10                                                                     |                                                                        | Reti                                                                   | 1                                                                      |                                                                        |

| Cronologia completa delle presenze e delle reti in nazionale ― Ungheria | Cronologia completa delle presenze e delle reti in nazionale ― Ungheria | Cronologia completa delle presenze e delle reti in nazionale ― Ungheria | Cronologia completa delle presenze e delle reti in nazionale ― Ungheria | Cronologia completa delle presenze e delle reti in nazionale ― Ungheria | Cronologia completa delle presenze e delle reti in nazionale ― Ungheria | Cronologia completa delle presenze e delle reti in nazionale ― Ungheria | Cronologia completa delle presenze e delle reti in nazionale ― Ungheria |
| Data                                                                    | Città                                                                   | In casa                                                                 | Risultato                                                               | Ospiti                                                                  | Competizione                                                            | Reti                                                                    | Note                                                                    |
| ----------------------------------------------------------------------- | ----------------------------------------------------------------------- | ----------------------------------------------------------------------- | ----------------------------------------------------------------------- | ----------------------------------------------------------------------- | ----------------------------------------------------------------------- | ----------------------------------------------------------------------- | ----------------------------------------------------------------------- |
| 13/04/1930                                                              | Basilea                                                                 | Svizzera                                                                | 2 – 2                                                                   | Ungheria                                                                | Amichevole                                                              | -                                                                       |                                                                         |
| 12/04/1931                                                              | Budapest                                                                | Ungheria                                                                | 6 – 2                                                                   | Svizzera                                                                | Coppa Internazionale 1931-1932                                          | 1                                                                       |                                                                         |
| 03/05/1931                                                              | Vienna                                                                  | Austria                                                                 | 0 – 0                                                                   | Ungheria                                                                | Coppa Internazionale 1931-1932                                          | -                                                                       |                                                                         |
| 21/05/1931                                                              | Belgrado                                                                | Jugoslavia                                                              | 3 – 2                                                                   | Ungheria                                                                | Amichevole                                                              | -                                                                       |                                                                         |
| 19/02/1932                                                              | Il Cairo                                                                | Egitto                                                                  | 0 – 0                                                                   | Ungheria                                                                | Amichevole                                                              | -                                                                       |                                                                         |
| Totale                                                                  |                                                                         | Presenze                                                                | 5                                                                       |                                                                         | Reti                                                                    | 1                                                                       |                                                                         |

## Palmarès

### Competizioni nazionali
- Campionato rumeno: 6

Chinezul Timișoara: 1921-1922, 1922-1923, 1923-1924, 1924-1925, 1925-1926, 1926-1927
- Campionato ungherese: 3

Ferencváros: 1931-1932, 1933-1934, 1934-1935
- Coppa d'Ungheria: 2

Ferencváros: 1932-1933, 1934-35

### Competizioni internazionali
- Coppa Mitropa: 1

Ferencváros: 1937